# Shapes of Things
Shapes of Things è un brano musicale del gruppo rock britannico The Yardbirds, composto da Jim McCarty, Keith Relf e Paul Samwell-Smith. Con le sue sonorità orientaleggianti, il deliberato utilizzo del feedback, e il testo anti-militarista, molti critici musicali definirono Shapes of Things la prima canzone psychedelic rock. Venne pubblicata su singolo il 25 febbraio 1966, raggiungendo la posizione numero 3 in Gran Bretagna e la top ten negli Stati Uniti e in Canada.
Nel 1968, Jeff Beck rielaborò il pezzo per il suo album di debutto da solista Truth. Il nuovo arrangiamento, insieme ad altre canzoni dell'album, è stato descritto come precursore del genere heavy metal.
Shapes of Things è inclusa nella lista "500 Songs That Shaped Rock and Roll" redatta dalla Rock and Roll Hall of Fame. Nel marzo 2005 la rivista Q classificò la canzone alla posizione numero 61 nella lista "100 Greatest Guitar Tracks Ever!" da loro redatta.